# Гийом Пюилоранский

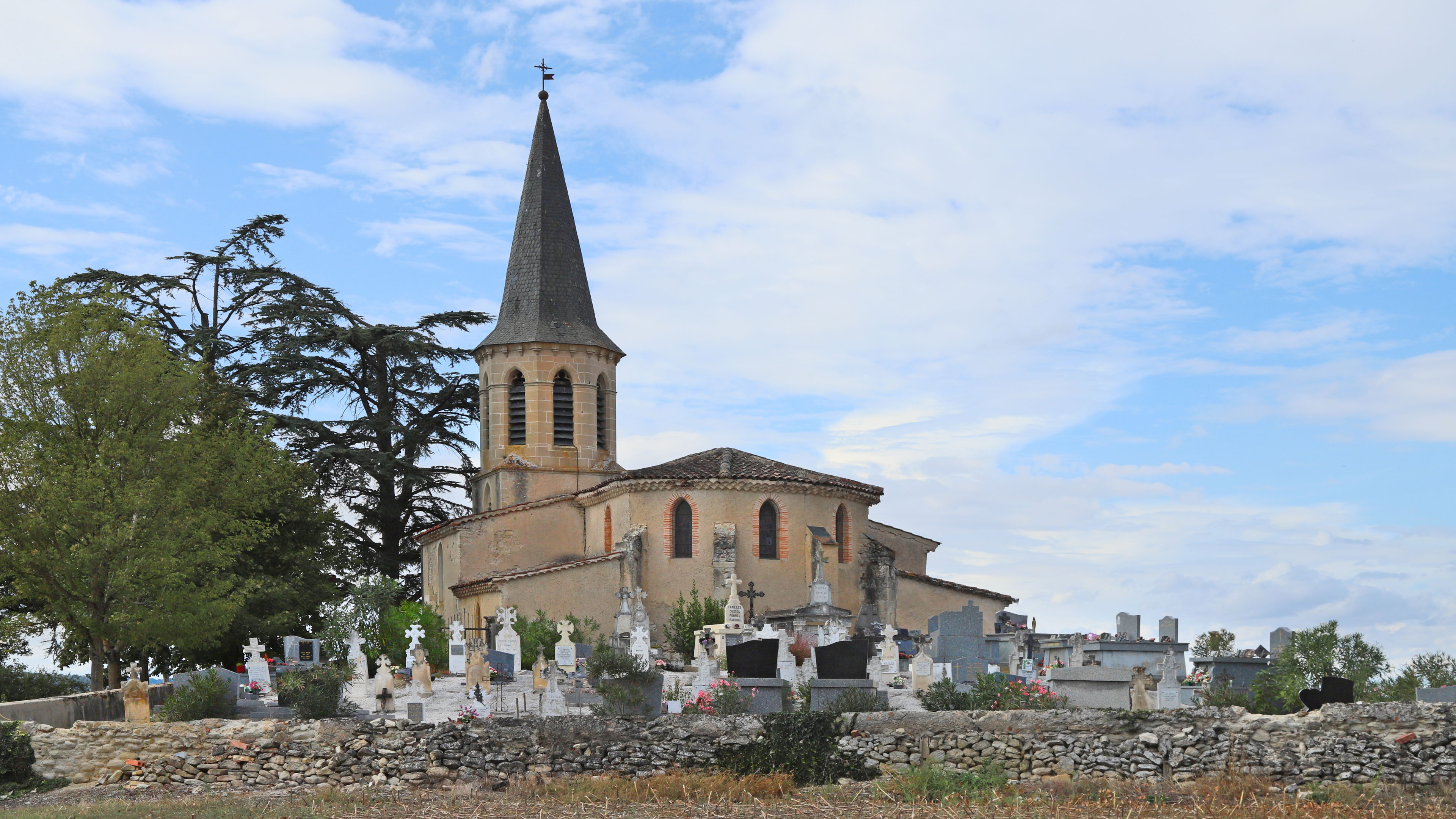
Церковь Сен-Жан в Пюилоране, XIII век

Гийо́м Пюилора́нский, или Гильо́м де Пюилора́нc, также Вильгельм из Пюилорана (фр. Guillaume de Puylaurens или Guillaume de Puy-Laurens, окс. Guilhèm de Puèglaurenç, лат. Guillelmus de Podio Laurenti; между 1200 и 1202 — 1273, 1274 или 1275) — французский и окситанский хронист, капеллан графа Раймунда VII Тулузского, епархиальный нотариус и служитель инквизиции, автор латинской «Истории альбигойцев» (лат. Historia Albigensium), один из летописцев Альбигойского крестового похода.

## Биография

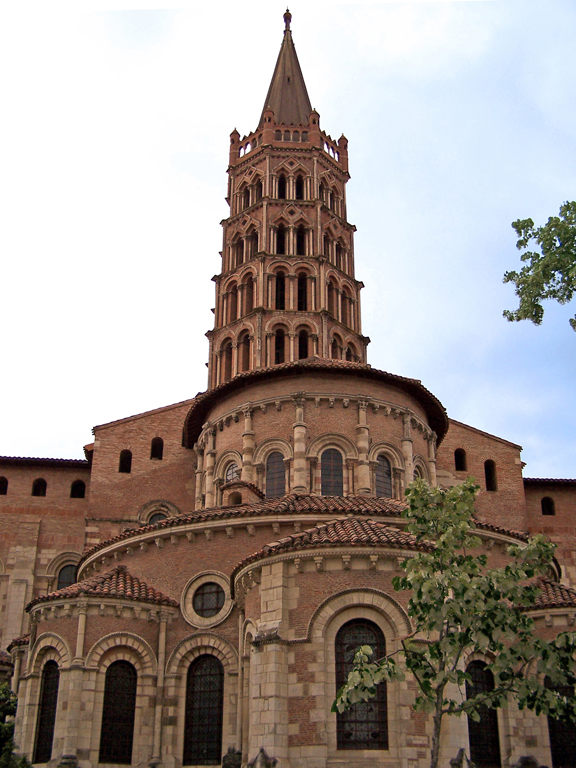
Базилика Святого Сатурнина в Тулузе, XIII век

Родился в 1201 или 1202 году в Тулузе, с которой связаны все его детские воспоминания или же в Пюилоране (совр. департамент Тарн в кантоне Пастель региона Окситания), перебравшись в неё позже. В юности был очевидцем осады Тулузы крестоносцами (1217—1218), а затем учился в её университете, основанном местным епископом Фолькетом Марсельским (ум. 1231), к которому не позже 1228 года поступил на службу сам.
В 1237—1245 годах был настоятелем церкви в Пюилоране. После того как в 1240 году в Тулузе вспыхнули народные волнения против преемника Фолькета Раймунда де Фальга, активного гонителя катаров, перебрался вместе с ним в Каркассон, и в следующем году, поступив к епископу на службу нотариусом, сопровождал его в поездке по Провансу. С 1242 по 1249 год был капелланом Раймунда VII Тулузского, от имени которого вёл переговоры с папой Иннокентием IV. Однако отождествление его с духовником графа вызывает сомнения у некоторых исследователей.
Не вызывает, вместе с тем, возражений, что он присутствовал при смерти графа Раймунда 27 сентября 1249 года в Мийо, после чего жил в Тулузе, по-прежнему занимая должность нотариуса и сотрудничая с местной инквизицией. Согласно документам, 1 декабря 1253 года он участвовал в заседании инквизиционного трибунала под председательством Бернара Кану и Раймунда Респланди, архидиакона Леза-сюр-Лез, а в июне 1254 году уже присутствовал на новом заседании.
Дата его смерти точно не установлена, пользовавшийся в начале XIV века его хроникой учёный инквизитор Бернар Ги указывал 1273 год, позднейшие исследователи называют также май 1274-го, 1275-й, 1276-й, или даже 1287 год.

## Сочинение
«История альбигойцев» (лат. Historia Albigensium), или «История альбигойских деяний» (лат. Historia negotii Albiensis), известная также как «Хроника магистра Гийома из Пюилорана» (лат. Chronicon magistri Guillelmi de Podio-Laurentii), состоит из 50 глав и была закончена Гийомом, по-видимому, не позже 1275 года, на исходе жизненного пути, когда многие окситанские события первой половины XIII века, очевидцем которых он являлся, порядком истёрлись из его памяти. Вышеупомянутый Бернар Ги сообщает, что она охватывала события начиная с 1145 и кончая 1273 годом. В реальности Гийом начинает изложение событий с предыстории катарской ереси и проповедей Бернара Клервоского в Верфее, и оканчивает территориальной реституцией графа Роже Бернара III де Фуа, используя в качестве основных источников, помимо личных впечатлений и устных рассказов очевидцев, латинскую «Альбигойскую историю» монаха-цистерцианца Пьера из Во-де-Серне (1218), участвовавшего лично в походах Симона де Монфора, староокситанскую эпическую поэму «Песнь о крестовом походе против альбигойцев» (1213—1228) Гийома Тудельского и Ги де Кавальона, а также некоторые официальные документы.
Излагая события альбигойских войн с большой задержкой во времени и сообщая о военных действиях начального их периода главным образом по чужим воспоминаниям, Гийом нередко опускает подробности и замалчивает отдельные события, вовсе не упоминая, к примеру, об описанной тем же Петром Сернейским осаде Терма (1210). Кратко описав в двух строчках убийство апостольского легата Пьера де Кастельно (1208), послужившее, как известно, формальным поводом для крестового похода, он весьма обстоятельно описывает деятельность в Тулузе его помощника аббата Сито Арнольда Амальрика (1204—1206), создавшего там для искоренения ереси вооружённое «белое братство», постоянно вступавшее с «чёрным братством» сторонников катаров в «пешие или даже конные сражения». Так и не сумев, однако, вернуть заблудших овец в лоно истинной церкви, Амальрик «привлек на свою сторону ту часть Франции, что всегда готова служить Господу, договорился с баронами и королем, а простой народ с восторгом откликнулся на призыв к войне против еретиков во имя Церкви с теми же индульгенциями, что объявлялись всегда для крестоносцев, бороздивших моря во спасение Святой Земли».
Находясь на службе у профранцузски настроенных церковных и светских феодалов, Гийом не особенно сочувствует как преследуемым еретикам, так и идеям окситанской независимости, во всяком случае, тщательно скрывая личную позицию по этому вопросу. Так, рассказывая о покорении французской короной последнего независимого графа де Фуа Роже Бернара III (1265—1302), он бесстрастно называет его «грешником, пойманным на месте своих преступлений», а действия против него Филиппа III Смелого «справедливым судом божьим».
Вместе с тем, порою создаётся впечатление, что будучи местным уроженцем и несомненно общаясь с катарами сызмальства, Гийом не имеет полного представления об учении последних, или же искажает его аспекты намеренно. Так, сообщая о богословском диспуте в Верфее с видными представителями катаров Понсом Жорданом и Арнольдом Аррюфатом, он утверждает, что последние, толкуя Евангелие от Иоанна, недвусмысленно называли «человеком» Бога Отца, тогда как общеизвестно, что альбигойская доктрина не допускала человеческой природы даже Бога Сына.
В соответствии с традициями историописания своей эпохи, Гийом повсюду дополняет факты красочными риторическими оборотами. «Стоял такой скрежет оружия, — сообщает он, например, о битве при Мюре (1213), — что можно было подумать, будто это валится лес под ударами множества топоров». Об отправленных же 16 марта 1244 года в захваченном Монсегюре на костёр пленных катарах пишет: «Среди них был Бертран Марти, которого они сделали своим епископом; и все они отказались обратиться, как им предложили, и были заключены в ограду, сделанную из кольев и свай, и, сожжённые в ней, перешли из огня казни в огонь Тартара». Стараясь излагать лишь проверенные сведения, он местами не удерживается от передачи различных слухов и легенд, навроде предания о любовном письме арагонского короля Педро II к знатной тулузской даме, перехваченном Симоном де Монфором накануне Мюрского сражения.
Вместе с тем, в отличие от Пьера из Во-де-Серне, Гийом старается избегать предвзятых оценок и, по возможности, быть объективным, не преминув отметить, что ко всеобщему крестовому походу против катаров изначально призывал сам Св. Доминик. «Случилось так, — бесстрастно пишет он, — что в наше время и в наших краях распространялась ересь, пока не родился благословенный орден доминиканцев, чья деятельность принесла обильные и ценные плоды не столько для нас, сколько для всего мира».
Считая саму по себе войну против еретиков и их казни необходимыми, Гийом не забывает критиковать крестоносцев за излишнюю жестокость и жадность, справедливо называя само распространение ереси в Лангедоке наказанием свыше, посланным католическому духовенству за его развращённость. «Миряне, — пишет он, — имели столь мало уважения к своим кюре, что ставили их на одну доску с евреями. Если они бранились, то вместо слов „Лучше быть евреем, чем делать то-то“ говорили „Лучше быть попом“. Когда священники показывались на народе, они старались скрыть свою тонзуру. Рыцари нашей страны очень редко направляли детей на духовное поприще. В церквах, где они собирали десятину, на должность кюре они назначали детей своих арендаторов или своих сержантов. Вот епископам и приходилось посвящать в сан кого попало». Недвусмысленно обвиняя последних не только в бездействии, но чуть ли не в пособничестве еретикам, хронист с неподдельной горечью констатирует: «Пастыри, которые должны были заботиться о стаде, уснули, вот почему волки пожрали все». Не чуждый социальной критики, он уже в самом начале своего сочинения бесстрастно замечает: «Бог решил покарать несчастный наш край за грехи народа. Я говорю за грехи народа, но не отбрасываю беспечности прелатов и князей…»
Положение священников в Лангедоке, по словам Гийома, усугублялось традиционным вольнодумством тамошнего рыцарства, представители которого беспрепятственно вступали в любые секты, служители же последних, в свою очередь, не только владели землями и имуществом, но и занимали во многих городах привилегированное положение, будучи освобождены муниципальной и сеньориальной администрацией от податей и различных служб. В то же время, указывая на враждебность адептов еретических учений по отношению к католической церкви, хронист не забывает отметить и отсутствие всякого согласия между катарами и вальденсами, которые, в отличие от первых, считали себя приверженцами «истинного христианства».
Формально сочувствуя крестоносцам Монфора и восхваляя их военные подвиги, Гийом не удерживается и от критики в их адрес, отмечая, например, что посаженные графом в захваченных замках и крепостях бароны отнюдь не отличались благочестием. «Невозможно описать, — сообщает он, — каким мерзостям предавались эти „слуги Господа“. Большинство из них имели наложниц и содержали их открыто; они силой брали чужих жен и бессовестно творили множество иных пакостей подобного рода. Конечно, их поведение не определялось духом крестовых походов: конец началу не соответствовал».
Пытаясь увязать важнейшие события в Южной Франции с историей соседних государств, Гийом допускает немало анахронизмов, ошибок в хронологии и географических названиях, впрочем, характерных для большинства исторических сочинений его времени. Язык его хроники не особенно выразителен, а стиль тяжеловесен, однако, не представляя целостной картины современной ему жизни в Лангедоке и Провансе, она содержит немало ценных сведений относительно предыстории катарской ереси, организационного устройства её церкви, влияния её на различные социальные слои, а также преследования её приверженцев духовными и светскими властями.

## Рукописи и издания
Старейшая рукопись хроники хранится в Национальной библиотеке Франции (MS lat. 5212) и датируется концом XIII — началом XIV века. Впервые хроника была напечатана по ней в 1623 году в Тулузе королевским советником Гийомом Кателем в качестве приложения к «Истории графов Тулузских» (фр. Histoire des comtes de Tolose) и переиздана в 1649 году в Париже Франсуа Дюшеном в пятом томе «Historiae Francorum scriptores». Французский перевод хроники был выпущен в 1824 году в Париже известным историком Франсуа Гизо, включившим её в 15 том «Собрания мемуаров, относящихся к истории Франции», и в 2004 году переиздан в Клермон-Ферране с новыми комментариями.
Полное оригинальное издание хроники было опубликовано в 1833 году в 19 томе «Собрания историков Галлии и Франции» под редакцией членов Академии надписей и изящной словесности историка-архивиста Пьера Дону и литературоведа Жозефа Ноде, в 1840 году переиздано в 20-м томе того же собрания в сокращении, а в 1880-м заново выпущено полностью. В 1864 году в Безье вышел новый французский перевод хроники, подготовленный местным историком Шарлем Лагардом, а в 1882 году отрывки из неё опубликовал в 26 томе «Памятников германской истории» в Ганновере немецкий филолог-медиевист Освальд Хольдер-Эггер. Научное издание хроники в оригинале и во французском переводе вышло в 1976 году в Париже под редакцией историка Жана Дювернуа, и в 1996 году переиздано репринтным способом в Тулузе. Комментированный английский перевод подготовлен был в 2003 году профессором классической филологии Баллиол-колледжа Оксфордского университета В. А. Сибли и историком-медиевистом из Колледжа Корпус-Кристи Кембриджского университета М. Д. Сибли.

## Публикации
- Chronicon Magistri Guillelmi de Podio-Laurentii // Histoire des comtes de Tolose […] Avec quelques traitez et chroniques anciennes concernans la même histoire, édité par Guillaume Catel. — Tolose: Pierre Bosc, 1623. — pp. 47–107. (лат.)
- Cronica Magistri Guillelmi de Podio Laurentii, Super Historia negotii francorum adversus Albigenses // Historiae Francorum scriptores. Opera ac studio filii post patrem Francisci Duchesne. — Tomus V. — Lutetiae Parisiorum, 1649. — pp. 666–765. (лат.)
- Guillome de Puylaurens. Histoire de la guerre des Albigeois // Collection des Mémoires relatifs à l’histoire de France, publiés et traduite par François Guizot. — Tome 15. — Paris: Brière, 1824. — pp. 203–329. (фр.)
- Guillelmi de Podio Laurentii Historia Albigensium // Recueil des historiens des Gaules et de la France. Publié par Pierre-Claude-François Daunou et Joseph Naudet. — Tome 19. — Paris: Imprimerie royale, 1833. — pp. 193–225. (лат.)
- Historia Albigensium, auctore Guillelmo de Podio Laurentii, pars ultima, ab anno 1230 ad 1272 // Recueil des historiens des Gaules et de la France. — Tome 20. — Paris: Palmé, 1840. — pp. 764–776. (лат.)
- Chronique de maître Guillaume de Puylaurens sur la guerre des Albigeois (1202—1272). Traduite du latin avec une introduction et des notes par Charles Lagarde. — Béziers: Bénézech-Roque et Rebière, 1864. — xxxiv, 354 pp. (фр.)
- Guillelmi de Podio Laurentii Historia Albigensium // Recueil des historiens des Gaules et de la France. Nouvelle édition. — Tome 19. — Paris: Palmé, 1880. — pp. 193–225. (лат.)
- Ex Guillelmi de Podio-Laurentii Historia Albigensium. Hrsg. von Oskar Holder-Egger // Monumenta Germaniae Historica (Scriptores). — Tomus 26. — Hannover, 1882. — pp. 596–602. (лат.)
- Guillaume de Puylaurens. Chronique 1145—1275: Chronica magistri Guillelmi de Podio Laurentii. Texte édité, traduit et annoté par Jean Duvernoy. — Paris: CNRS, 1976. — 230 p. — (Sources d’histoire médiévale, 8). — ISBN 2-910352-06-4. (лат.), (фр.)
- Guillaume de Puylaurens. Chronique. Texte édité, traduit et annoté par Jean Duvernoy. — Toulouse: Le Pérégrinateur, 1996. — 237 p. (лат.), (фр.)
- Guillaume de Puylaurens. The Chronicle of William of Puylaurens: The Albigensian Crusade and its Aftermath. Translated with an introduction, notes and appendices by W. A. Sibly and M. D. Sibly. — Woodbridge: Boydell & Brewer, 2003. — xxxvi, 162 pp. — ISBN 0-85115-925-7. (англ.)
- Guillaume de Puy-Laurens. Histoire de l’expédition française contre les Albigeois, 1170—1272, suivie de la Chronique de Simon de Montfort, 1202—1311. Traduite par François Guizot. — Clermont-Ferrand: Paleo, 2004. — 224 p. — (Sources de l’histoire de France). (фр.)